# John Jairo Velásquez Cárdenas
John Jairo Velásquez Cárdenas (Pereira, 5 de septiembre de 1947) es un economista, político y dirigente deportivo colombiano, que se desempeñó como Gobernador de Risaralda entre 1991 y 1992. También se desempeñó como Representante a la Cámara por el mismo departamento entre 2002 y 2006.

## Biografía
Nació en Pereira, entonces parte del departamento de Caldas, en septiembre de 1947. Primero se graduó como tecnólogo mecánico de la Universidad Tecnológica de Pereira en 1972, y más adelante en 1978 se tituló también como economista de la Universidad Libre de Colombia seccional Pereira. Posee especializaciones de la Universidad de Los Andes y de la Universidad de Cambridge.
Miembro del Partido Liberal, fue Concejal de Pereira en los mandatos de 1980 y 1990, Alcalde Encargado de Pereira durante el mandato de Juan Guillermo Ángel Mejía (1983-1984) y miembro de la Asamblea Departamental de Risaralda entre 1987 y 1994.
En septiembre de 1991 fue designado por el presidente César Gaviria Trujillo como el último Gobernador de Risaralda nombrado por decreto presidencial, debiéndose encargar de las elecciones regionales de 1991. Su mandato concluyó el 2 de enero de 1992, cuando asumió el primer Gobernador elegido por voto popular, Roberto Gálvez Montealegre.En las elecciones legislativas de 2002 resultó elegido a la Cámara de Representantes por Risaralda, con 24.598 votos.
En el ámbito deportivo, fue presidente del Deportivo Pereira (1990), de la Liga Risaraldense de Ciclismo y de la Liga Risaraldense de Fútbol. Así mismo, fue subdirector del Campeonato Sudamericano Sub-20 de 1987, presidente del Comité Organizador del Mundial de Fútbol Sub-20 de 2011, miembro del Comité Organizador del Torneo Preolímpico Sudamericano Sub-23 de 2020 y director de los Juegos Nacionales de Colombia de 2023.